# Karl-Heinz Trautmann
Karl-Heinz Trautmann (* 1. Juni 1930 in Halle/Saale) ist ein deutscher Metallgestalter.

## Leben und Werk
Trautmann absolvierte ab 1944 eine Lehre als Gebrauchswerber und arbeitete bis 1947 in seinem Beruf. Von 1948 bis 1951 studierte er am Institut für künstlerische Werkgestaltung Halle Burg Giebichenstein. Von 1951 bis 1954 arbeitete er in Halle/Saale bei der Handelsorganisation HO als Werbeleiter. Von 1954 bis 1958 machte er ein externes Studium bei Karl Müller in der Fachrichtung Metallgestaltung am Institut für künstlerische Werkgestaltung, das er als Diplom-Formgestalter abschloss. Das Institut trug ab 1958 den Namen Hochschule für industrielle Formgestaltung Halle – Burg Giebichenstein. Dort war er von 1958 bis 1961 technischer und künstlerischer Mitarbeiter, von 1961 bis 1970 Fachinstrukteur, dann wissenschaftlich-künstlerischer Mitarbeiter, ab 1970 Fachbereichsleiter und ab 1979 Dozent. 1960 hatte er die Meisterprüfung als Gürtler und Silberschmied abgelegt.
Trautmann war bis 1990 Mitglied des Verbands Bildender Künstler der DDR. Er war auf wichtigen Ausstellungen im Inland und in der CSSR und der UdSSR vertreten. 1964, 1967 und 1974 wurde er mit der Silbermedaille des Kunstpreises des DTSB geehrt.
Trautmann ist mit der Metallgestalterin Rosemarie Trautmann verheiratet, mit er auch einige gemeinsame Werke schuf.

## Werke (Auswahl)
- Brunnen mit Fisch als Wasserspeier (1965, Kupfer, getrieben, mit Email; Halle, Speisesaal des Interhotels Stadt Halle; mit Gerhard Hüneke)[2]
- Sportpreis (wohl Mitte der 1960er Jahre; Silber, getrieben)[3]
- Brunnenstele (1982, Kupfer, getrieben; Halle, Park hinter der Stadtteilbibliothek West, Zur Saaleaue 51a)[4]

## Teilnahme an zentralen und wichtigen regionalen Ausstellungen in der DDR
- 1969: Leipzig, Messehaus am Markt („Kunst und Sport“)
- 1969 und 1979: Halle/Saale, Bezirkskunstausstellungen
- 1979/1980: Erfurt, Galerie am Fischmarkt („Kunsthandwerk in der DDR“)
- 1986/1987: Halle/Saale, Staatliche Galerie Moritzburg („Metallgestaltung in der DDR II“)